# Christian Drosten
Christian Heinrich Maria Drosten (Lingen, 1972) é um virologista alemão cujo foco de pesquisa está em novos vírus (vírus emergentes). Durante a pandemia de coronavírus de 2019-2020, Drosten ganhou destaque nacional como especialista nas implicações e ações necessárias para combater o surto na Alemanha.

## Infância e educação
Drosten cresceu em uma fazenda em  Emsland.  Depois de se formar no colégio episcopal em Meppen, Drosten inicialmente estudou engenharia química e biologia em Dortmund e Münster. Desde 1994, estudou Medicina na Universidade Johann Wolfgang Goethe de Frankfurt am Main e completou seu terceiro exame estadual em maio de 2000. Ele fez seu doutorado no Instituto de medicina transfusional e imuno - hematologia do serviço de doação de sangue da Cruz Vermelha Alemã, em Hessen, Frankfurt am Main; sua tese de doutorado sobre o estabelecimento de um sistema de alto rendimento para testar doadores de sangue foi classificada como summa cum laude.

## Carreira
Desde junho de 2000, Drosten trabalhou como estagiário no grupo de laboratório do médico Herbert Schmitz no departamento de virologia do Instituto Bernhard Nocht de Medicina Tropical (BNITM) em Hamburgo, onde chefiou o grupo de laboratório Molecular Diagnostics e estabeleceu um programa de pesquisa para o diagnóstico molecular de doenças virais tropicais. Desde 2007, Drosten chefiou o Instituto de Virologia do Hospital Universitário de Bonn. Em 2017, ele aceitou uma ligação para o Charité em Berlim, onde chefia o Instituto de Virologia.

### Pandemia de coronavírus 2019-2020
Durante a pandemia de coronavírus de 2019-2020, Drosten foi chamado pelo The Guardian como "a verdadeira face do país alemão da crise dos coronavírus", que também observou que o Süddeutsche Zeitung havia descrito Drosten como a principal liderança nas explicações sobre o COVID-19.